# Polska na zawodach Pucharu Europy w Lekkoatletyce 2007
Polska na zawodach Pucharu Europy w Lekkoatletyce 2007 – wyniki reprezentacji Polski w 28. edycji Pucharu Europy w 2007.
Zarówno reprezentacja żeńska, jak i reprezentacja męska wystąpiły w zawodach Superligi (I poziom rozgrywek), które odbyły się w dniach 23–24 czerwca 2007 w Monachium.

## Mężczyźni
Polska zajęła 3. miejsce wśród ośmiu zespołów, zdobywając 110 punktów i utrzymała się w superlidze.
- 100 m: Dariusz Kuć – 5 m. (10,44)
- 200 m: Marcin Jędrusiński – 4 m. (20,53)
- 400 m: Daniel Dąbrowski – 5 m. (46,25)
- 800 m: Paweł Czapiewski – 1 m. (1:49,00)
- 1500 m: Mirosław Formela – 4 m. (3:49,48)
- 3000 m: Bartosz Nowicki – 3 m. (8:02,47)
- 5000 m: Łukasz Parszczyński – 6 m. (14:27,11)
- 110 m ppł: Mariusz Kubaszewski – 7 m. (13,74)
- 400 m ppł: Marek Plawgo – 2 m. (48,90)
- 3000 m z przeszkodami: Michał Kaczmarek – 6 m. (8:44,86)
- skok wzwyż: Aleksander Waleriańczyk – 3 m. (2,24)
- skok o tyczce: Adam Kolasa – 4 m. (5,50)
- skok w dal: Marcin Starzak – 2 m. (7,82)
- trójskok: Jacek Kazimierowski – 5 m. (16,85)
- pchnięcie kulą: Tomasz Majewski – 3 m. (19,93)
- rzut dyskiem: Piotr Małachowski – 1 m. (66,09)
- rzut młotem: Szymon Ziółkowski – 1 m. (77,99)
- rzut oszczepem: Igor Janik – 3 m. (78,70)
- sztafeta 4 × 100 m: Przemysław Rogowski, Łukasz Chyła, Marcin Jędrusiński, Dariusz Kuć – 4 m. (38,62)
- sztafeta 4 × 400 m: Kacper Kozłowski, Marcin Marciniszyn, Piotr Rysiukiewicz, Daniel Dąbrowski – 1 m. (3:01,70)

## Kobiety
Polska zajęła 4. miejsce wśród ośmiu zespołów, zdobywając 89 punkty i utrzymała się w Superlidze.
- 100 m: Daria Onyśko – 7 m. (11,53)
- 200 m: Monika Bejnar – 6 m. (23,42)
- 400 m: Zuzanna Radecka – 5 m. (52,59)
- 800 m: Ewelina Sętowska-Dryk – 7 m. (2:03,34)
- 1500 m: Sylwia Ejdys – 1 m. (4:17,05)
- 3000 m: Lidia Chojecka – 2 m. (8:54,72)
- 5000 m: Justyna Bąk – 8 m. (17:36,87)
- 100 m ppł: Joanna Kocielnik – 7 m. (13,35)
- 400 m ppł: Anna Jesień – 2 m. (54,88)
- 3000 m z przeszkodami: Katarzyna Kowalska – 1 m. (9:45,35)
- skok wzwyż: Karolina Gronau – 7 m. (1,92)
- skok o tyczce: Monika Pyrek – 1 m. (4,65)
- skok w dal: Małgorzata Trybańska – 4 m. (6,65)
- trójskok: Małgorzata Trybańska – 7 m. (13,79)
- pchnięcie kulą: Krystyna Zabawska – 4 m. (17,59)
- rzut dyskiem: Joanna Wiśniewska – 5 m. (57,99)
- rzut młotem: Kamila Skolimowska – 5 m. (67,71)
- rzut oszczepem: Barbara Madejczyk – 3 m. (59,36)
- sztafeta 4 × 100 m: Ewelina Klocek, Daria Onyśko, Dorota Dydo, Monika Bejnar – 6 m. (43,84)
- sztafeta 4 × 400 m: Zuzanna Radecka, Monika Bejnar, Jolanta Wójcik, Grażyna Prokopek – 2 m. (3:26,35)